# Sambucus
|  | Per a altres significats, vegeu «Sambucus (cooperativa)». |

Sambucus és un gènere de plantes angiospermes de la família de les viburnàcies (Viburnaceae).

## Taxonomia
Aquest gènere va ser publicat per primer cop l'any 1753 a l'obra Species Plantarum de Carl von Linné (1707-1778).
Tradicionalment Sambucus s'assignava a la família de les caprifoliàcies (Caprifoliaceae) però les recerques genètiques van fet que aquest gènere fos ubicat dins la família Adoxaceae, posteriorment, l'any 2016, el Comitè General de Nomenclatura Botànica (General Committee for Botanical) va aprovar la proposta formulada pel Comitè de Nomenclatura de Plantes Vasculars de conservar el nom Viburnaceae en detriment d'Adoxaceae.

### Espècies
Dins del gènere Sambucus es reconeixen les 22 espècies següents:
- Sambucus adnata Wall. ex DC.
- Sambucus africana Standl.
- Sambucus australasica (Lindl.) Fritsch
- Sambucus australis Cham. & Schltdl.
- Sambucus canadensis L.
- Sambucus cerulea Raf.
- Sambucus ebulus L. - évol[6]
- Sambucus gaudichaudiana DC.
- Sambucus javanica Reinw. ex Blume
- Sambucus kamtschatica E.L.Wolf
- Sambucus lanceolata R.Br.
- Sambucus mexicana C.Presl ex DC.
- Sambucus nigra L. - saüc[7]
- Sambucus palmensis Link
- Sambucus pendula Nakai
- Sambucus peruviana Kunth
- Sambucus racemosa L. - bonarbre[8]
- Sambucus sibirica Nakai
- Sambucus sieboldiana (Miq.) Graebn.
- Sambucus × strumpfii Gutte
- Sambucus tigranii Troitsky
- Sambucus wightiana Wall. ex Wight & Arn.
- Sambucus williamsii Hance

### Sinònims
Els següents noms científics són sinònims heterotípics de Sambucus:
- Ebulum Garcke
- Phyteuma Lour.
- Tripetelus Lindl.